# NGC 223
NGC 223 (ook wel IC 44, PGC 2527, UGC 450, MCG 0-2-129 of ZWG 383.74) is een spiraalvormig sterrenstelsel in het sterrenbeeld Walvis. NGC 223 staat op ongeveer 75 miljoen lichtjaar van de Aarde.
NGC 223 werd op 5 januari 1853 ontdekt door de Amerikaanse astronoom George Phillips Bond. Het stelsel werd op 1 januari 1862 nogmaals ontdekt door de Duits-Deense astronoom Heinrich Louis d’Arrest.